# Afropithecus turkanensis
Afropithecus turkanensis je druh vyhynulých úzkonosých primátů, žijících v časném miocénu (před 17 – 18 miliony let) na území dnešní Keni. Zachycen byl na lokalitách Kalodirr, Moruorot, Locherangan a Buluk poblíž jezera Turkana.
Dosud jediný druh rodu Afropithecus turkanensis popsali v roce 1986 Richard a Meave Leakeyovi. Druhové jméno vyjadřuje právě místo nálezu – jezero Turkana v Africe.
Podle části odborníků jsou s rodem Afropithecus totožné morfologicky velmi podobné rody Morotopithecus a Heliopithecus. Pro potvrzení nebo vyvrácení tohoto předpokladu je ovšem dosud k dispozici jen málo nálezů. Některými autory je Afropithecus řazen již do blízkosti mladšího rodu Kenyapithecus, spíše než k proconsulidům. Podle jiných tomu ale základní stavba tváře i dochované části postkraniální kostry odporují.
Afropithecus byl poměrně velký primát, který dosahoval váhy asi 30 – 50 kg, což je přibližně velikost šimpanze. Stejně jako u Proconsula představují ostatky Afropitheca zajímavou směs primitivních a odvozených znaků. Na lebce je dobře patrný protáhlý čenich a další prvky, odkazující na oligocenního primáta rodu Aegyptopithecus. Afropithecus byl ovšem mnohonásobně větší. Dobře dochovaná obličejová část lebky, označená kódem KNM-WK 16999 umožnila mimo jiné i sledování morfologie mozku v prostoru za očnicemi. Zde ještě chyběly zvětšené čelní laloky, typické pro moderní i vyhynulé hominoidy, což Afropitheca také řadí spíše k proconsulidům než k hominidům.
Postkraniální skelet se příliš se neliší od kostry druhu Proconsul nyanzae. Lze z něj odvodit, že Afropithecus žil na stromech, kde se pohyboval pomocí všech čtyř končetin. Nebyly zachyceny žádné stopy vzpřímenějšího postoje moderních lidoopů.
Pokročilé znaky nese také chrup. Afropithecus měl na rozdíl od ostatních časně miocenních primátů silné čelisti i žvýkací svaly a jako první také stoličky opatřené silnou vrstvou skloviny. To mu umožňovalo konzumovat nejen měkké ovoce tropického lesa, ale i semena, tužší plody, hlízy a ořechy. Právě potravní specializace na tužší potravu mohla být i příčinou primitivnějšího vzhledu lebky.
Tato adaptace byla nutná vzhledem k postupnému vysušování klimatu během miocénu a s tím souvisejícím ústupem porostů tropického lesa. Díky silnější zubní sklovině dokázal Afropithecus obstát v měnících se podmínkách a kvůli tomu se také uvažuje, že právě tento rod (nebo jeho nástupci) mohl být prvním, který vycestoval z Afriky na sever směrem do Evropy a dál do Asie. To bylo možné díky tomu, že asi před 17 – 18 miliony let v souvislosti s poklesem mořské hladiny došlo k vytvoření suchozemských mostů mezi kontinenty. Afropithecus je dosud znám pouze z Keni, ovšem v Saúdské Arábii byl objeven velmi blízce příbuzný rod Heliopithecus. Prvním známým hominoidem v Evropě je zatím rod Griphopithecus.